# Johannes Weidenheim
Johannes Weidenheim, eigentlich Ladislaus Jakob Johannes Schmidt (* 25. April 1918 in Bácstopolya, Batschka, Königreich Ungarn, Österreich-Ungarn; † 8. Juni 2002 in Bonn) war ein deutscher Schriftsteller.
Weidenheim machte sich nach dem Zweiten Weltkrieg einen Namen im Kreis der Gruppe 47, vor allem durch seine Romane Nichts als ein bißchen Musik (1947) und Das türkische Vaterunser (1955). Danach geriet er allerdings bei der Literaturkritik etwas in Vergessenheit, was jedoch seine immense Produktivität nicht schmälerte: Weidenheim verfasste Gedichte, Erzählungen, Theaterstücke und über 30 Romane. Für seine Übersetzungen wurde er mit dem Übersetzerpreis des serbischen PEN-Zentrums ausgezeichnet. Eines seiner Hauptthemen war die Sehnsucht nach seiner verlorenen donauschwäbischen Heimat – diese Sehnsucht, verbunden mit der Utopie von der friedlichen Koexistenz aller Völker, durchzieht auch seinen letzten Roman Maresi von 1999. 1956 gehörte er zu den Gründungs-Herausgebern der Blätter für deutsche und internationale Politik.

## Werke
- Nichts als ein bißchen Musik, Roman (1947)
- Das türkische Vaterunser, Roman (1955)
- Treffpunkt jenseits der Schuld, Roman (1956)
- Mensch, was für eine Zeit, Roman (1967)
- Theodora, Roman (1993)
- Heimkehr nach Maresi, Roman (1994)
- Maresi, Roman (1999)

## Auszeichnungen
1954 Preis beim Bertelsmann-Preisausschreiben für Romanschriftsteller